# Центральный банк Республики Сан-Марино
Центральный банк Республики Сан-Марино (итал. Banca Centrale della Repubblica di San Marino) — центральный банк Сан-Марино.

## История
Центральный банк Республики Сан-Марино создан в 2005 году путём объединения Сан-маринского кредитного института (общества с государственным и частным участием, выполнявшего функции центрального банка) и Кредитно-валютной инспекции (государственного учреждения). 70 % акций банка принадлежат государству, остальные 30 % — сан-маринским банкам.